# Katastrofa lotu Gol Transportes Aéreos 1907
Katastrofa lotu Gol Transportes Aéreos 1907 – wypadek lotniczy, do którego doszło 29 września 2006 w Brazylii, po zderzeniu w powietrzu dwóch samolotów. W jego wyniku 154 osoby poniosły śmierć.

## Wypadek

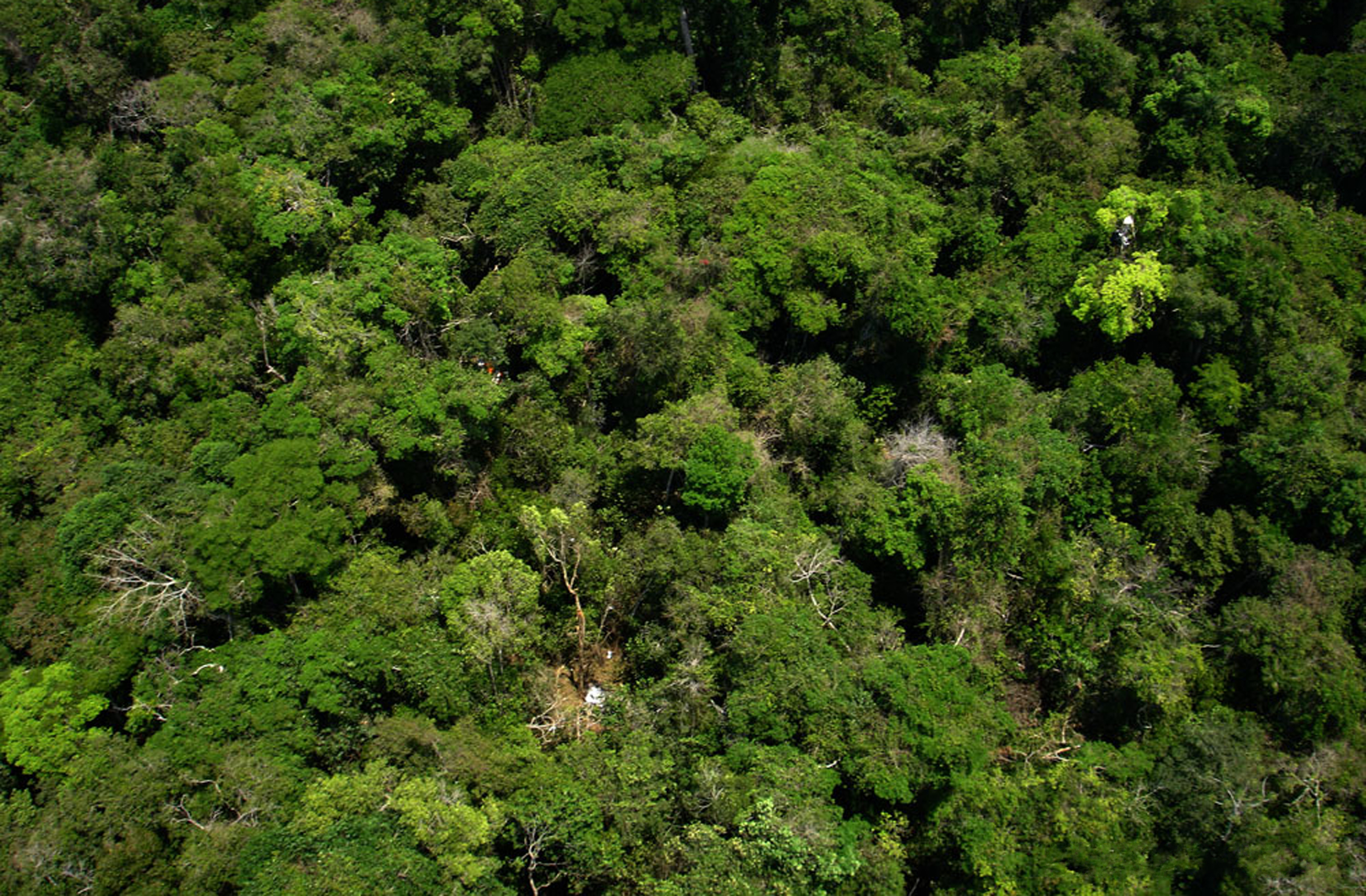
Miejsce zdarzenia

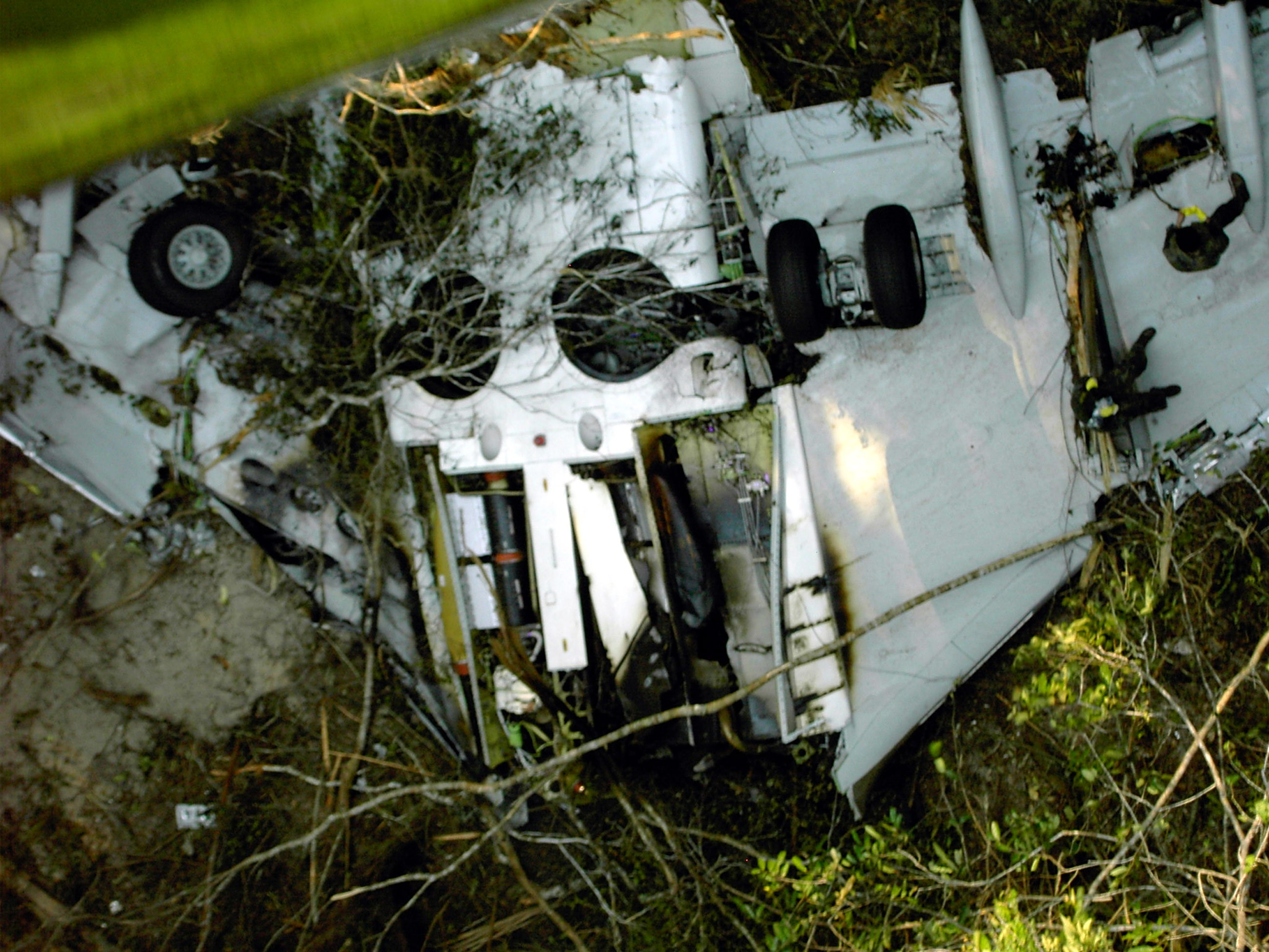
Fragment wraku Boeinga 737

Boeing 737-800 SFP należący do linii lotniczych Gol Transportes Aéreos, lot numer 1907, który rozbił się 29 września 2006 w Brazylii. Maszyna wystartowała z Manaus w lot rejsowy do Rio de Janeiro z postojem w stolicy kraju – Brasílii. Boeing zderzył się z małym samolotem odrzutowym Embraer Legacy 600 należącym do przewoźnika ExcelAire i spadł na dżunglę w stanie Mato Grosso. W wyniku odłamania się części skrzydła, maszyna wpadła w korkociąg i rozpadła się jeszcze w powietrzu. W wypadku zginęły 154 osoby – 148 pasażerów i 6 członków załogi – wszyscy pasażerowie i załoga Boeinga. Nikt na pokładzie Embraera nie odniósł żadnych obrażeń.

## Następstwa
Wrak Boeinga zlokalizowano głęboko w dżungli po ponad dobie poszukiwań. Na ratunek komukolwiek było za późno, dlatego skupiono się na szukaniu czarnej skrzynki (odnaleziono ją po tygodniu) i badaniu przyczyn wypadku.
Po zdarzeniu prezydent Brazylii Luiz Inácio Lula da Silva ogłosił w całym kraju żałobę narodową.
Był to największy wypadek lotniczy w Brazylii od 1982 roku, kiedy to zdarzyła się katastrofa lotu VASP 168, w której zginęło 137 osób i do 17 lipca 2007 roku, kiedy to w katastrofie lotu TAM Linhas Aéreas 3054 zginęło 199 osób.